# Park Layne
Park Layne – jednostka osadnicza w Stanach Zjednoczonych, w stanie Ohio, w hrabstwie Clark.